# Василевич Ілля Сергійович
Ілля Сергійович Василевич (нар. 14 квітня 2000, Івацевичі, Берестейська область, Білорусь) — білоруський футболіст, нападник борисівського БАТЕ.

## Життєпис
Вихованець молодіжної академії мінської «Фортуни». Дорослу футбольну кар'єру розпочав у 2017 році в складі ФК «Барановичі», у футболці якого дебютував 19 серпня того ж року в нічийному (1:1) домашньому поєдинку 18-о туру Першої ліги проти «Орші». Ілля вийшов на поле в стартовому складі та відіграв увесь матч. Єдиним голом у Першій лізі відзначився 23 вересня 2017 року на 55-й хвилині переможного (3:0) виїзного поєдинку 23-у туру проти «Білшини». Василевич вийшов на поле в стартовому складі та відіграв увесь матч. У складі «Барановичів» зіграв 9 матчів та відзначився 1 голом.
У січні 2018 року підписав 3-річний контракт з клубом УПЛ «Шахтар» (Донецьк), який повинен був набрати чинності 15 квітня 2018 року, в день повноліття Василевича. Виступав виключно за молодіжну команду «гірників», за першу ж команду не зіграв жодного офіційного матчу.
На початку серпня 2019 року контракт Іллі викупив БАТЕ. З борисівським клубом Василевич підписав 1-річний контракт з можливістю його продовження.

## Статистика виступів

### Клубна
Станом на 20 грудня 2018
| Клуб              | Сезон             | Чемпіонат            | Чемпіонат | Чемпіонат | Кубок | Кубок | Ліга чемпіонів | Ліга чемпіонів | Ліга Європи | Ліга Європи | Суперкубок | Суперкубок | Загалом | Загалом |
| Клуб              | Сезон             | Дивізіон             | Матчі     | Голи      | Матчі | Голи  | Матчі          | Голи           | Матчі       | Голи        | Матчі      | Голи       | Матчі   | Голи    |
| ----------------- | ----------------- | -------------------- | --------- | --------- | ----- | ----- | -------------- | -------------- | ----------- | ----------- | ---------- | ---------- | ------- | ------- |
| «Барановичі»      | 2017              | Перша ліга Білорусі  | 9         | 1         | 0     | 0     | 0              | 0              | 0           | 0           | 0          | 0          | 9       | 1       |
| Загалом           | Загалом           | Загалом              | 9         | 1         | 0     | 0     | 0              | 0              | 0           | 0           | 0          | 0          | 9       | 1       |
| «Шахтар»          | 2017–18           | Прем'єр-ліга України | 0         | 0         | 0     | 0     | 0              | 0              | 0           | 0           | 0          | 0          | 0       | 0       |
| «Шахтар»          | 2018–19           | Прем'єр-ліга України | 0         | 0         | 0     | 0     | 0              | 0              | 0           | 0           | 0          | 0          | 0       | 0       |
| Загалом           | Загалом           | Загалом              | 0         | 0         | 0     | 0     | 0              | 0              | 0           | 0           | 0          | 0          | 0       | 0       |
| Усього за кар'єру | Усього за кар'єру | Усього за кар'єру    | 9         | 1         | 0     | 0     | 0              | 0              | 0           | 0           | 0          | 0          | 9       | 1       |

## Титули і досягнення
БАТЕ (Борисов)
- Кубок Білорусі
  -  Володар (1): 2020/21
- Суперкубок Білорусі
  -  Володар (1): 2022

Торпедо-БЕЛАЗ
- Суперкубок Білорусі
  -  Володар (1): 2024